# 세계 책의 수도

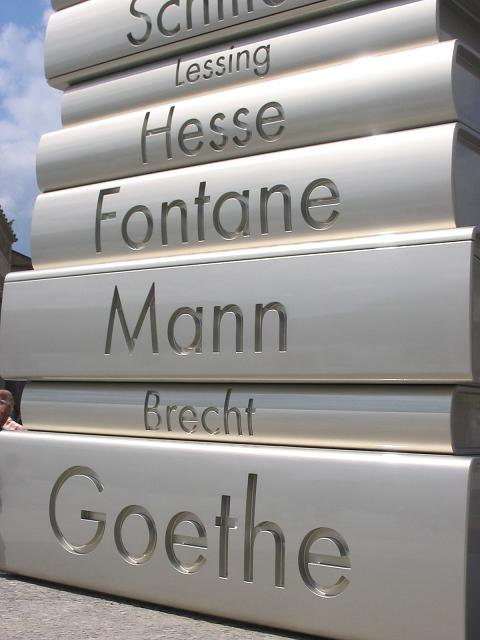

세계 책의 수도(영어: World Book Capital)는 세계 책과 저작권의 날 (4월 23일)을 기념하여 매년 유네스코가 선정하는 도시이다.

## 수도
| 연도 | 도시             | 나라         |
| ---- | ---------------- | ------------ |
| 2001 | 마드리드         | 스페인       |
| 2002 | 알렉산드리아     | 이집트       |
| 2003 | 뉴델리           | 인도         |
| 2004 | 안트베르펜       | 벨기에       |
| 2005 | 몬트리올         | 캐나다       |
| 2006 | 토리노           | 이탈리아     |
| 2007 | 보고타           | 콜롬비아     |
| 2008 | 암스테르담       | 네덜란드     |
| 2009 | 베이루트         | 레바논       |
| 2010 | 류블랴나         | 슬로베니아   |
| 2011 | 부에노스아이레스 | 아르헨티나   |
| 2012 | 예레반           | 아르메니아   |
| 2013 | 방콕             | 태국         |
| 2014 | 포트하커트       | 나이지리아   |
| 2015 | 인천광역시       | 대한민국     |
| 2016 | 브로츠와프       | 폴란드       |
| 2017 | 코나크리         | 기니         |
| 2018 | 아테네           | 그리스       |
| 2019 | 샤르자           | 아랍에미리트 |
| 2020 | 쿠알라룸푸르     | 말레이시아   |
| 2021 | 트빌리시         | 조지아       |
| 2022 | 과달라하라       | 멕시코       |
| 2023 | 아크라           | 가나         |
| 2024 | 스트라스부르     | 프랑스       |
| 2025 | 리우데자네이루   | 브라질       |

## 같이 보기
- 유네스코
- 유네스코 한국위원회
- 세계유산
- 세계기록유산
- 인류무형문화유산
- 생물권보전지역
- 세계지질공원
- 유네스코 창의도시 네트워크
- 유네스코 글로벌 학습도시 네트워크
- 유네스코 학습도시상
- 유네스코 국제상
  - 유네스코 세종대왕 문해상
  - 유네스코 직지상
- 국제 기념해
- 국제 기념일